# Elliot, der Drache
Elliot, der Drache ist ein US-amerikanischer Fantasyfilm von David Lowery, der sich optisch und inhaltlich am Spielfilm Elliot, das Schmunzelmonster von 1977 orientiert. Der Film wurde von Walt Disney produziert und basiert auf einer unveröffentlichten Kurzgeschichte von Seton I. Miller und S.S. Field. Der Film kam am 12. August 2016 in die US-amerikanischen und am 25. August 2016 in die deutschen Kinos.

## Handlung
Pete, ein vierjähriger Junge, und seine Eltern haben in den Wäldern im Pazifischen Nordwesten einen Autounfall, den nur Pete überlebt. Der Junge irrt durch die Wälder und hat große Angst. Dabei begegnet er einem großen grünen Drachen, der sich liebevoll um ihn kümmert.
Sechs Jahre später findet Grace, eine Mitarbeiterin des nahe gelegenen Naturparks, die gerade den Holzschlag ihres Verlobten Jack und seines Bruders Gavin im Wald kontrolliert, Pete mithilfe ihrer etwa gleichalten Tochter Natalie zufällig im Wald. Wegen eines Missgeschicks beim Versuch, Pete zu fangen, fällt dieser vom Baum, wird ohnmächtig und daraufhin ins Krankenhaus gebracht. Als Grace ihn fragt, wie er all die Jahre allein im Wald überlebt hat, antwortet er, dass er nie allein war, denn ein gewisser Elliot habe immer auf ihn aufgepasst. Zu ihm will Pete schnellstens zurück, da Elliot sich gewiss Sorgen um ihn macht und er flieht aus dem Krankenhaus. Auf seiner Flucht ist erstmals zu sehen, dass er außergewöhnlich sportlich ist und geschickt Hindernisse überwinden kann und auch weite Sprünge in großer Höhe perfekt beherrscht. Mühelos springt er auf fahrende Autos oder sogar während der Fahrt sogar von einem Autodach zum nächsten. Dennoch kann ihn Grace mit Unterstützung der Polizei wieder einfangen und nimmt ihn mit zu sich, ihrer Tochter Natalie und Jack nach Hause.
Später von Grace dazu befragt erzählt er, dass er mit dem flugfähigen grünen Drachen Elliot in den Wäldern gelebt hat. Den Namen, den er dem Drachen gab, stammte aus einem Buch, das er vor dem Autounfall auf der Rückbank gelesen hatte. Das von ihm beschriebene Wesen ähnelt auf wundersame Weise dem Drachen aus den Geschichten ihres Vaters, Mr. Meacham, die dieser Grace in ihrer Kindheit erzählt hatte. Grace bleibt skeptisch, obwohl sie sich fragt, wie Pete sechs Jahre im Wald überleben konnte. Im Gespräch mit ihrem Vater besteht sie darauf, die Wälder zu kennen und dabei ganz sicher keinen Drachen übersehen zu haben. Ihr Vater antwortet mit der Bemerkung, sie habe auch Pete übersehen. Während sie bei Elliot zuerst an einen eher menschlichen Helfer oder einen imaginären Freund dachte, beginnt sie nun zweifelnd zu überlegen, ob es den Drachen wirklich geben könnte. Der würde auch erklären, wie Pete immer so schnell von einem Ort zum anderen kommt. Hat sie bisher die Geschichten ihres Vaters immer als Märchen und Übertreibungen angesehen, kommen ihr nun Zweifel, auch weil ihr Vater seine Begegnung mit dem Drachen, die ihm niemand glaubt, sehr überzeugend nochmals erzählt. Er zeichnet das Bild eines sehr empfindsamen, friedlichen und verständnisvollen Wesens, welches zum Beispiel sofort seine friedlichen Absichten erkannte und sich dereinst nur neugierig näherte.
Grace versucht herauszubekommen, woher der Junge eigentlich stammt und ob die Geschichte mit dem Drachen stimmt, von dem Pete und ihr Vater erzählen. Gleichzeitig entdeckt ihr geldgieriger Schwager Gavin Elliot im Wald und beschließt, nachdem sein Bruder Jack ihm nicht glaubt, den Drachen zu fangen und als Showobjekt zu vermarkten. 
Am nächsten Tag soll auf Anweisung des Sheriffs Grace Pete zum Jugendamt bringen, bringt dies letztlich aber nicht über ihr Herz und fährt stattdessen mit ihm, ihrem Vater und ihrer Tochter Natalie in den Wald, wo Pete ihnen nun Elliot zeigt. Dieser zeigt sich erfreut, vertrauensvoll, neugierig und ohne jede Scheu. In diesem Moment schlagen Gavin und seine Freunde zu, die Elliot betäuben, fangen und zum Sägewerk bringen. Gavin betrachtet ihn als sein Eigentum, Pete und Natalie beschließen aber dem Drachen zu helfen. Kurz bevor die Polizei eintrifft, kann Pete Elliot dazu bringen, sich unsichtbar zu machen, sodass niemand Elliot sieht und alle glauben, der Drache sei entkommen, da keiner von dieser Fähigkeit weiß.
Als nun alle den Drachen suchen, versuchen Pete und Natalie, Elliot zu befreien, schaffen es aber nicht, ihn wegzubringen. Da kommt Mr. Meacham hinzu und hilft den Kindern, Elliot auf einem Truck wegzubringen, aber durch die Betäubungsmittel ist Elliot noch sehr schwach und schafft es nicht, die ganze Zeit unsichtbar zu bleiben. Deshalb wird er nun von der Polizei und Gavin letztlich gesehen und gejagt. Auf einer Brücke in die Enge getrieben, speit Elliot erstmals Feuer, um seine Verfolger (erfolgreich) abzuschrecken. Als das Auto von Jack und Grace aber deswegen abstürzt, kann Elliot diese retten. Anschließend fliegt Pete mit ihm davon, um vor den eintreffenden Hubschraubern der Verfolger zu fliehen. 
Pete erkennt, dass die Menschen nun von Elliot wissen und ihn deshalb suchen werden, weshalb Elliot nicht dableiben kann und ein neues Versteck braucht. Elliot selbst will nun auch, dass der Junge zu den Menschen geht. Pete entscheidet sich dafür, bei Grace, Natalie und Jack zu leben, doch da er die Magie der Drachen kennt, können sie Elliot jederzeit finden und besuchen. Elliot hat inzwischen eine Familie gegründet und sogar eigene Drachenkinder.

## Produktion

### Entstehungsgeschichte
Während Regisseur Don Chaffey 1977 den magischen, teilweise unsichtbaren Drachen als Zeichentrick-Animation in den Film integrierte und ihn den von realen Schauspielern dargestellten Personen an die Seite stellte, wurde Elliot in der Neuverfilmung durch CGI als Computeranimation in den Film eingearbeitet. Anders als in der filmischen Vorlage ist die Neuverfilmung kein Musicalfilm und verzichtet auf bekannte Lieder des Originalfilms von 1977. Die Schauspielerin Bryce Dallas Howard erklärte, die Macher des Films versuchten lediglich hier und dort, in alter Disney-Tradition Musikstücke in die Neuverfilmung einzuarbeiten.

### Stab und Besetzung
Die Regie übernahm David Lowery. Als Kameramann fungierte Bojan Bazelli, als Artdirector Ken Turner. Für die Spezialeffekte und die Nachbearbeitung des Films holte sich Lowery Hilfe von Double Negative, Proof und Weta Digital.
Der Kinderdarsteller Oakes Fegley übernahm die Hauptrolle von Pete. Bryce Dallas Howard spielt die Naturparkmitarbeiterin Grace, Robert Redford ihren Vater. Die Rollen von Müller Jack und seinem Bruder Gavin wurden von Wes Bentley und Karl Urban übernommen. Oona Laurence spielt im Film Petes neugewonnene Freundin Natalie. Die Rollen von Petes Eltern wurden mit Esmée Myers und Gareth Reeves besetzt. Der neunjährige Olly Presling, ein Junge aus Wellington, arbeitete im Film als Double von Fegley.

### Dreharbeiten und Nachbearbeitung
Anfang Januar 2015 fanden erste Probeaufnahmen in Neuseeland statt. Die eigentlichen Dreharbeiten wurden im Februar 2015 begonnen und nach 74 Drehtagen am 30. April 2015 beendet. Sie fanden anfänglich in den Stone Street Studios in Miramar, einem Vorort der neuseeländischen Hauptstadt Wellington, statt und wurden später in der nahegelegenen Stadt Upper Hutt fortgesetzt.

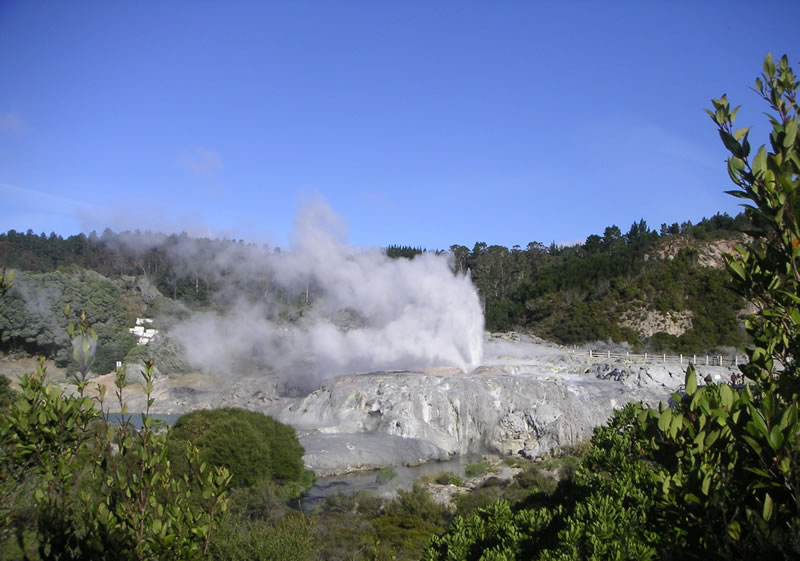
Ein Geysir im Whakarewarewa

Die Szenen des Filmes, die im Wald spielen, wurden in einem Rotwaldgebiet in Rotorua, im Whakarewarewa, in den Wäldern von Tokoroa und im Battle Hill Farm Forest Regionalpark gedreht, weitere Naturszenen am Mount Victoria, dem Stadtberg von Wellington. Die hoch aufragenden Bäume im Redwoods Forest ähneln den Küstenmammutbäumen im Pazifischen Nordwesten der USA. Er liefert die Kulisse für die Heimat von Elliot, dem Drachen, und hier fanden auch die Dreharbeiten der Szene statt, in der Pete seinem geheimnisvollen neuen Freund zum ersten Mal begegnet. Im Deer Park Heights, unmittelbar zu Füßen der Remarkables, wurde die Szene gedreht, in der Elliot von unterhalb des Klippenrands aufsteigt und über Petes Kopf fliegt. In dem bei Paekakariki gelegenen Battle Hill Farm Forest Regionalpark wurde die Szene gedreht, in der Pete nach dem Sprung über den Rand einer Klippe auf Elliots Rücken landet.
In der Stadt Tapanui in West Otago wurde ein Set eingerichtet, an dem die Szenen in der fiktiven, amerikanischen Holzfällergemeinde Millhaven gedreht wurden, die im Film in Oregon liegen soll. Dafür wurden von den Einheimischen 87 Häuser in der Gegend für die Filmcrew geräumt. Einige der Einwohner von Tapanui wirkten im Film mit. Sie trugen Kleidung der 1980er Jahre, wurden beim Einkaufen gezeigt und fuhren in amerikanischen Schulbussen und amerikanischen Autos auf der falschen Straßenseite, weil in Neuseeland zwar Linksverkehr ist, der Film jedoch in den USA spielt.
Elliot, der Drache, wurde in einer Nachbearbeitung computergeneriert in den Film eingefügt. Anders als im Originalfilm trägt Elliot mehr die Züge eines Säugetieres, denn eines Reptils. Statt Schuppen und dem Kopf eines Drachen besitzt er in der Neuauflage ein dickes, grünes Fell und eine schwarze Schnauze, ähnlich der eines Hundes.

### Filmmusik
Nachdem anfänglich Oscar-Preisträger Howard Shore als Verantwortlicher für die Filmmusik benannt war, übernahm Daniel Hart letztlich dessen Arbeit. Der Soundtrack zum Film wurde am 12. August 2016 veröffentlicht und umfasst 28 Titel. Auf dem Album ist neben der von Hart komponierten Filmmusik auch der Song Nobody Knows von Andrew Tinker und Toby Halbrooks enthalten, der von The Lumineers eingespielt wurde. Der End-Credit-Song Something Wild wurde von der Elektrogeigerin Lindsey Stirling gemeinsam mit Andrew McMahon eingespielt, The Dragon Song von dem Singer-Songwriter Bonnie Prince Billy. Beim letzten Lied handelt es sich um eine Neuaufnahme des Songs Candle on the Water, der von Okkervil River eingespielt wurde.
Auf dem Soundtrack finden sich keine modernen Popstücke, sondern vornehmlich ruhige, die Ursprünglichkeit der Naturszenerie unterstreichende Country-Songs und Lieder, die die Beschaulichkeit der kleinen Stadt untermalen. Der Soundtrack stieg am 19. August 2016 auf Platz 40 in die Soundtrack-Album-Charts im Vereinigten Königreich ein.
Im Dezember 2016 wurde der Soundtrack als Anwärter bei der Oscarverleihung 2017 in der Kategorie Beste Filmmusik in die Kandidatenliste (Longlist) aufgenommen, aus denen die Mitglieder der Akademie die offiziellen Nominierungen bestimmen werden. Die auf dem Soundtrack enthaltenen Lieder Nobody Knows und Something Wild wurden in die Longlist für den Besten Filmsong aufgenommen.
Titelliste
1. The Dragon Song, gesungen von Bonnie Prince Billy
2. Something Wild, gesungen von Lindsey Stirling und Andrew McMahon
3. Nobody Knows, gesungen von The Lumineers
4. Something On Your Mind, gesungen von St. Vincent
5. So Long, Marianne, gesungen von Leonard Cohen
6. Gina Anne, gesungen von Bosque Brown
7. An Adventure
8. Are You Gonna Eat Me?
9. Brown Bunny
10. Reverie
11. Tree Fort
12. North Star
13. Bedtime Compass
14. Timber
15. Breathe
16. Gavin Knows What He’s Doing
17. You Are Not Alone
18. Elliot Gets Lost
19. Takedown
20. It’ll Be Just Like It Used To Be
21. Follow That Dragon
22. Elliot at the Bridge
23. Abyss
24. Go North
25. Saying Goodbye
26. The Bravest Boy I’ve Ever Met
27. The Dragon Song Revisited, gesungen von Bonnie Prince Billy
28. Candle On the Water, gesungen von Okkervil River

### Marketing und Veröffentlichung
Im Mai 2016 erschien ein erster deutscher Trailer, in dem nicht nur der offizielle deutsche Titel des Films bestätigt wurde, sondern auch erste kurze Szenen zu sehen sind, die zeigen, wie der durch Computer animierte Drache Elliot fliegt. Anfang Juli 2016 veröffentlichten die Walt Disney Studios einen 60 Sekunden langen Fernsehwerbespot, in dem Fegley das Lied North singt.
Gäste des Disney California Adventure Parks und der Disney’s Hollywood Studios konnten ab 1. Juli 2016 vor dem offiziellen Kinostarts einzelne Ausschnitte des Films sehen. Seine Premiere im Vereinigten Königreich feierte der Film am 31. Juli 2016 im Ham Yard Hotel in London, seine US-Premiere am 8. August 2016 im El Capitan Theater in Los Angeles.
Am 12. August 2016 kam der Film in die US-amerikanischen und am 25. August 2016 in die deutschen Kinos. Nach dem US-Kinostart veröffentlichte Disney ein Begleitbuch zum Film, das ausgewählte Szenen aus diesem vorstellt. Zudem erschien in der Reihe das von Elizabeth Rudnick geschriebene und mit zahlreichen Illustrationen versehene Buch The Lost Years, das auf der Handlung des Films basiert und die Geschichte von der ersten Begegnung von Pete und Elliot und von deren Zusammenleben im Wald erzählt, was im Film nicht gezeigt wird.

### Synchronisation
Die deutsche Vertonung fand bei der FFS Film- & Fernseh-Synchron in Berlin statt. Tobias Neumann schrieb das Dialogbuch, Katrin Fröhlich führte die Dialogregie.
| Rolle           | Schauspieler            | Synchronsprecher       |
| --------------- | ----------------------- | ---------------------- |
| Pete            | Oakes Fegley            | Claude-Albert Heinrich |
| Grace           | Bryce Dallas Howard     | Maria Koschny          |
| Mr. Meacham     | Robert Redford          | Kaspar Eichel          |
| Gavin           | Karl Urban              | Tobias Kluckert        |
| Jack            | Wes Bentley             | Robin Kahnmeyer        |
| Natalie         | Oona Laurence           | Lucy Fandrych          |
| Jenny           | Annabelle Malaika Süess | Jada Zech              |
| Sheriff Dentler | Isiah Whitlock Jr.      | Jörg Hengstler         |

## Rezeption

### Altersfreigabe
In Deutschland ist der Film FSK 6. In der Freigabebegründung heißt es: „Der Film kombiniert Abenteuer- und Märchenmotive und ist einfühlsam erzählt, wobei er fast alle Figuren sympathisch zeichnet. Insbesondere die menschliche Hauptfigur eignet sich für Kinder zur Identifikation. Unter 6-Jährige können durch die zahlreichen Actionsequenzen sowie einige dramatisch-emotionale und bedrohliche Momente überfordert werden.“

### Kritiken
Der Film konnte bislang 88 Prozent der Kritiker bei Rotten Tomatoes überzeugen und erreichte hierbei eine durchschnittliche Bewertung von 7,4 der möglichen 10 Punkte.
Trotz der mangelnden Erfahrung von Regisseur und Drehbuchautor und dem noch sehr jungen Schauspieler Oakes Fegley in der Rolle von Pete, wurde Elliot, der Drache immer wieder als bester Disney-Film des Jahres und herausragendste Realverfilmung von Disney beschrieben. Andere Kritiker nannten ihn den besten Film des Jahres und des Sommers überhaupt. Peter Debruge von Variety spricht von einer der schönsten Überraschungen des Jahres für Kinobesucher und von einem hochwertigen Familienfilm, der die Vorstellungskraft junger Leute belohne. Der Film erinnerte an eine Zeit, als der Begriff „Disney-Film“ noch etwas bedeutet habe. Insbesondere der Drache sei gegenüber dem Original die größte Neuerung und lasse im Vergleich die handgezeichnete Figur von damals fast unsichtbar werden.

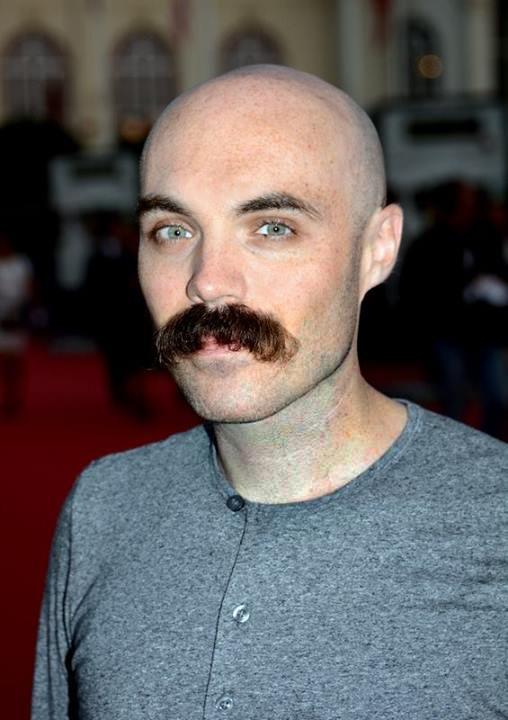
Der Regisseur des Films: David Lowery (2013)

Vielfach wurde von Kritikern die Arbeit des Regisseurs David Lowery hervorgehoben, der trotz mangelnder Erfahrung mit Fantasy-Filmen und einem kleinen Budget, einen großartigen Disney-Film geschaffen habe. Das Budget des Films betrug 65 Millionen US-Dollar, und damit nur wenig mehr als ein Drittel dessen, was die beiden letzte Realverfilmungen von Disney-Klassikern, The Jungle Book und Alice im Wunderland: Hinter den Spiegeln mit Budgets von 175 Millionen bzw. 170 Millionen US-Dollar, gekostet hatten. Der Regisseur zeige im Film, so Kritiker, dass er daran interessiert sei, Figuren zu entwickeln, ohne diese zu bewerten, und diese im Film später eine gemeinsame Aufgabe erledigen lasse, was vielfach als sehr erfrischend empfunden wurde und den Zuschauer hierdurch daran erinnere, warum Menschen überhaupt anfingen, Familien und Gemeinschaften zu gründen.
Der Film wurde immer wieder als klassischer Familienfilm in alter Disney-Manier beschrieben, der, obwohl er sich der Magie von heute bediene, nämlich der modernen Technik, äußerst herzergreifend sei. Der Film übertrage die Disney-Magie auf einen Film für die ganze Familie, der sowohl Kinder als auch Erwachsene abhole. Der Film wird einerseits als geradliniges und kompromissloses, andererseits als liebenswürdiges und unaufdringliches Familienabenteuer beschrieben, das erstaunlicherweise funktioniere, ohne plump sentimental zu werden, wie es sonst häufig bei Disney-Filmen der Fall sei und auch nicht von oben herab mit Kindern rede. Als Familienfilm habe Elliot, der Drache, so Kritiker, in diesem Genre neue Maßstäbe gesetzt, und es müsse mehr Filme dieser Art geben. Jordan Raup von The Film Stage erkennt im Film das durch die eindeutige Handschrift des Regisseurs entstandene Potenzial und meint, der Film zeuge von einem emotionalen Feingefühl, sei von ästhetischer Klarheit und vermittle ein Rundumgefühl von Spaß. Der Film fühle sich in der aktuellen Sommer-Tentpole-Saison wie ein Wunder an und setze, so Raup, einen Standard dafür, was Hollywood im Remake-Bereich tun sollte. Der Film habe mehr als nur einen herzzerreißenden Moment, und liefere, weil Lowery ihm Seele gegeben habe, unaufhörlich Magie. Auch David Ehrlich von Indie Wire bezeichnet den Film als beste Remake des Sommers und sieht es vor allem als Verdienst von Lowery an, dass der Film von Aufrichtigkeit zeuge und etwas geschaffen wurde, das von Herzen kommt.
Russ Fischer von The Wrap nennt den Film ebenfalls eines der besten Remakes der letzten Jahre und zeigt sich insbesondere von dem Hauptdarsteller Oakes Fegley begeistert, der seine Rolle überzeugend spiele und dabei häufig an der Seite eines meist unsichtbaren Drachen agieren musste, der nie ein Wort sagt. Auch die Arbeit mit Licht und Schatten des Kameramanns Bojan Bazelli, die Kostüme von Amanda Neale und die eindrucksvolle Filmmusik von Daniel Hart tragen, so Fischer, zum Zauber des Films bei.
Von der Deutschen Film- und Medienbewertung wurde Elliot, der Drache mit dem Prädikat besonders wertvoll versehen. In der Begründung, die sich insbesondere auf die technischen Aspekte des Films bezieht, heißt es: „Die Interaktion zwischen Mensch und Drache ist durchweg technisch überzeugend umgesetzt und der 3D-Effekt wird sehr natürlich und fast beiläufig genutzt. Nebenbei werden Themen wie Umweltzerstörung und Verlusttraumata angeschnitten, jedoch nicht alle weiter verfolgt. Der Inszenierung gelingt eine schlüssige Rahmung durch die dramatischen Naturbilder.“

### Einspielergebnis
In Deutschland konnte der Film ca. 300.000 Kinobesucher verzeichnen. Die weltweiten Einnahmen des Films liegen derzeit bei 143,7 Millionen US-Dollar.

### Auszeichnungen (Auswahl)
Kids’ Choice Awards 2017
- Nominierung als Lieblingsfilm[58]

Saturn Awards 2017
- Nominierung als Bester Fantasyfilm[59]

Young Artist Awards 2017
- Auszeichnung als Beste Hauptdarstellerin in einem Spielfilm in der Kategorie Teen Actress (Oona Laurence)
- Nominierung als Bester Hauptdarsteller in einem Spielfilm in der Kategorie Young Actor (Oakes Fegley)[60][61]

## Trivia
Den Namen Elliot, den Pete dem Drachen im Film gab, kannte er aus einem Buch, das er während des Unfalls mit seinen Eltern auf der Rückbank des Autos gelesen hatte. Das Buch trägt den Titel Elliot Gets Lost und handelt von einem Hund, der sich im Pazifischen Nordwesten verläuft. Disney hatte das Buch Elliott Gets Lost, das ursprünglich eine Erfindung des Films war, später als Begleitwerk zum Film veröffentlicht. Das Bilderbuch wurde vom Regisseur David Lowery und Toby Halbrooks gemeinsam mit dem Kreativteam des Films entworfen und geschrieben.